# Yponomeuta morbillosus
Yponomeuta morbillosus is een vlinder uit de familie stippelmotten (Yponomeutidae). De wetenschappelijke naam van deze soort is voor het eerst geldig gepubliceerd in 1877 door Zeller.
De soort komt voor in het Afrotropisch gebied.